# Klaas Veenboer
Klaas Veenboer ( Stolwijk, 1 februari 1882 – Oostzaan, 3 april 1952) was het pseudoniem van Arie Zuidervliet, een NSB'er uit Zaandam.

## Leven
Hij was zoon van Maria Speksnijder en herbergier Jacob Zuidervliet. Hijzelf trouwde met Magdalena Christina Houthuijse (* 16 september 1880 - † 19 juni 1945). Zoon Gerard Martinus Zuidervliet was in 1944/1945 kortstondig burgemeester van gemeente Alphen aan den Rijn
Zuidervliet was van origine onderwijzer, die al jong zijn akte daartoe haalde. Na het behalen van zijn diploma in 1900 ging hij aan het werk op een lagere school in Amsterdam, alwaar hij kinderen in armoe zag. Hij studeerde verder met een hoofdakte in 1902 en een akte Duits voor middelbare school in 1912. Door die opleiding kon hij gaan werken aan de handelsavondscholen. Terwijl hij daar en aan de Mulo gaf begon hij aan een studie boekhouden, afgerond in 1915.. Dit alle mondde in 1919 uit tot de benoeming tot directeur van de toen net tot stand gekomen handels(dag)school in Den Helder. Onder zijn bewind groeide het uit van een hogereburgerschool van drie jaar tot een van vijf jaar. In 1920 werd hij ook directeur van de bijbehorende avondschool. Ook in die periode studeerde hij door; een MO economie en statistiek haalde hij in 1926 . In 1931 werd hij directeur van de Handelsdagschool in Zaandam.
Op 18 juli 1941 werd hij door NSB-burgemeester Cornelis van Ravenswaay geïnstalleerd als wethouder onderwijs. Daarbij werd in ogenschouw genomen dat alhoewel hij sinds 1933 lid was van de Nationaal-Socialistische Beweging hij toch vrij neutraal daarvan handelde, aldus een min of meer onafhankelijke krant.  Het Nationale Dagblad noteerde echter "kameraad A. Zuidervliet zal handelen op basis van het nationaal-socialisme".

## Ai van Dirreke
De nationaalsocialistische uitgeverij De Schouw schreef in 1942 een romanprijsvraag uit. Het winnende manuscript was van de hand van Arie Zuidervliet, die in 1943 zijn debuut zag uitgegeven bij die uitgeverij onder de titel Ai van Dirreke. Het betrof een streekroman die speelt in de Krimpenerwaard, waar de schrijver is geboren. Het boek, geschreven in dialect, telde 300 bladzijden en beleefde drie drukken. De jury, bestaande uit NSB'ers, kende hem de eerste prijs toe. Zuidervliet ontving echter slechts 3000 gulden in plaats van de volle eerste prijs van 5000 omdat de jury zijn boek daarvoor net niet goed genoeg vond. Van hem zijn geen verdere publicaties bekend. 
Na de Tweede Wereldoorlog volgde in 1946 als gevolg van het Zuiverlingsbesluit 1945 met terugwerkende kracht ontslag per 1 september 1943 uit de wethouderfunctie. 
Hij werd na zijn overlijden begraven op de Algemene Begraafplaats te Alkmaar.
 Portaal: Fascisme en nationaalsocialisme in Nederland · Fascisme · Nationaalsocialisme
- Nederlandse Thesaurus van Auteursnamen: 072193042
- Virtual International Authority File: 287183629